# Erich Ludendorff
Pour les articles homonymes, voir Ludendorff.
Erich Ludendorff, né le 9 avril 1865 à Kruszewnia en province de Posnanie (Royaume de Prusse) et mort le 20 décembre 1937 à Tutzing en Bavière, est un militaire et homme politique allemand.
Il a exercé les fonctions de général en chef des armées allemandes (la Deutsches Heer) pendant la Première Guerre mondiale, de 1916 à 1918. Il soutient activement le mouvement national-socialiste dans ses débuts (années 1920), avant de s'opposer à Adolf Hitler, et de se détourner de la politique pour créer, avec sa femme Mathilde Ludendorff, un mouvement néopaïen.

## Biographie

### Sous l'Empire allemand
Né sous le nom de « Erich Ludendorff » – et non « Erich von Ludendorff » –, il appartient à la bourgeoisie – et non à la noblesse – prussienne. Issu d'une famille de Kaufherr[en] (des marchands bourgeois) de Poméranie et originaires de Stettin, son père August Wilhelm Ludendorff, né d'un père poméranien (en) et d'une mère mi-suédoise et mi-finlandaise, est un capitaine de cavalerie et officier de réserve d'un régiment du landwehr (armée territoriale) de la province de Poméranie, qui racheta le domaine et manoir de Kruszewnia près de Poznań, en Posnanie, et intégra la classe des grands propriétaires terriens. Sa mère, née d'un père prussien et d'une mère polonaise, appartient à la famille noble von Tempelhoff (de), originaire de la marche de Brandebourg et qui donna six bourgmestres à la ville de Berlin. Son jeune frère est l'astrophysicien Hans Ludendorff (de). 
Il fréquente l'école préparatoire militaire de Plön, puis est admis à l'Académie militaire de Lichterfelde (1877-1882) et obtient à l'âge de 18 ans son brevet de lieutenant. D'abord affecté au 57e régiment d'infanterie stationné à Wesel, il rejoint en 1887 un bataillon d'infanterie de marine et sert à bord des vaisseaux Niobe, Baden et Kaiser, qui croisent entre Scandinavie et Îles Britanniques. Simultanément, il étudie passionnément le russe et est recommandé par ses supérieurs pour l'Académie de guerre de Berlin. L'armée lui offre un stage de trois mois à Saint-Pétersbourg et Moscou pour qu'il puisse y parfaire sa connaissance de la langue et de la civilisation russes. Promu commandant en 1902, Ludendorff est officier d’état-major.

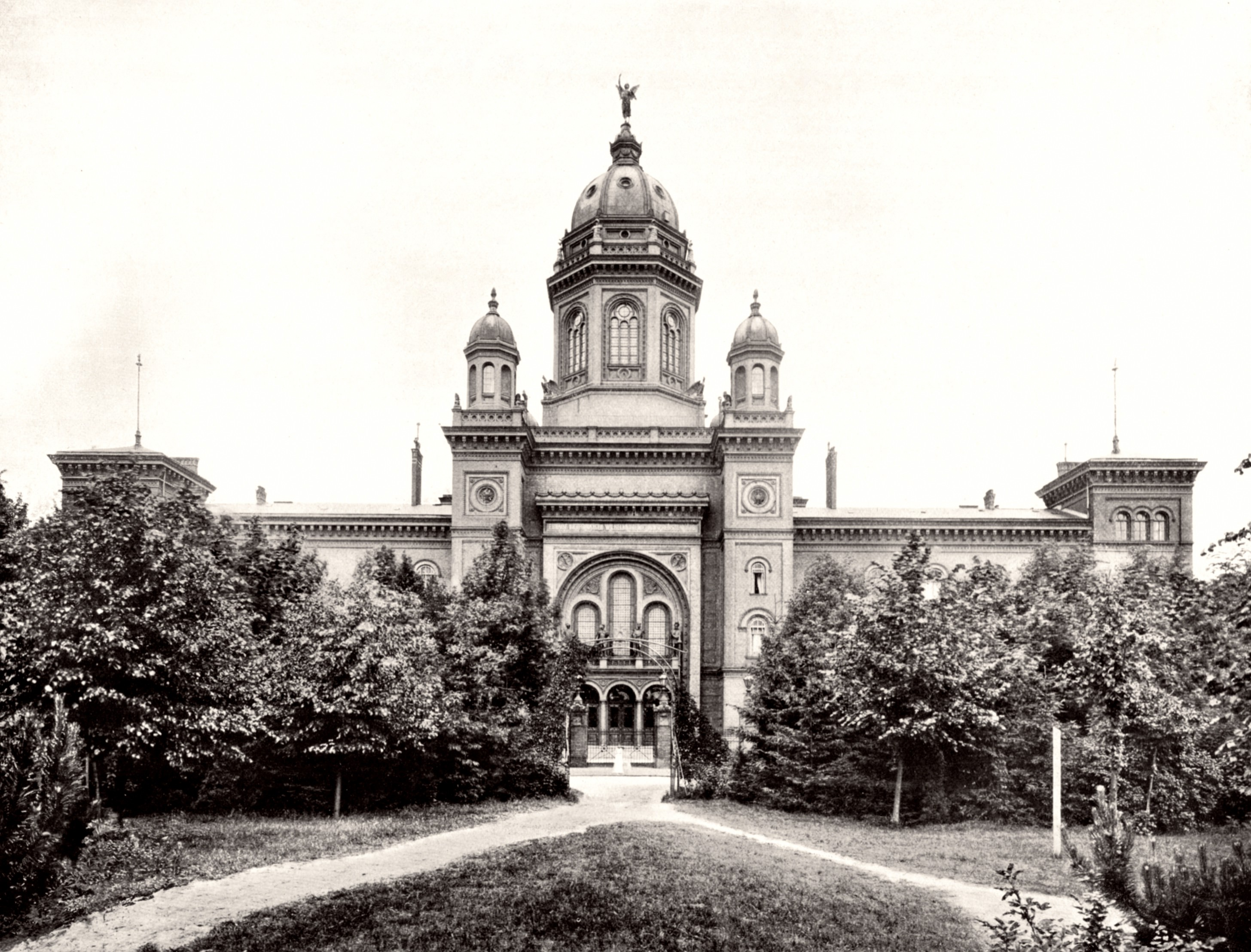
L'École des cadets de Lichterfelde, à Berlin, où Ludendorff effectua ses études.

Militariste convaincu, Ludendorff citait volontiers Salluste pour qui « la paix est l’intervalle de temps entre deux guerres » : il participe activement à l’élaboration du plan Schlieffen pour l’invasion de la France, en tant que chef de la 2e section du Grand État-Major d'avril 1908 à janvier 1913. En 1912, il refuse d'être anobli.

### Grande Guerre
À peine le conflit est-il engagé que Ludendorff est nommé au poste de Generalquartiermeister à la deuxième armée commandée par von Bülow. L’objectif de la deuxième armée est de mettre en œuvre ce qui a été décidé par le plan Schlieffen, à savoir la prise des forts de Liège afin de s’ouvrir la route du territoire français. Après le succès de l’opération, Ludendorff est rappelé à l'OHL (Oberste Heeresleitung ou « Commandement suprême de l'armée de terre ») aux côtés de Paul von Hindenburg.
Après la victoire de Tannenberg (26-30 août 1914) sur la IIe armée du général russe Alexander Samsonov, Ludendorff est nommé Generalquartiermeister de von Hindenburg. Dans les territoires conquis à l'est de la Prusse et de la Pologne, l'Ober Ost, est mise en place une administration militaire sous la tutelle directe de l'OHL et confiée directement à Ludendorff, sous l'autorité de von Hindenburg.
Inséparables, ils deviennent peu à peu les véritables décideurs de l’Allemagne après que von Hindenburg eut été nommé chef suprême de l’armée allemande en remplacement de Falkenhayn, limogé en août 1916, reléguant le Kaiser Guillaume II dans un rôle de faire-valoir.

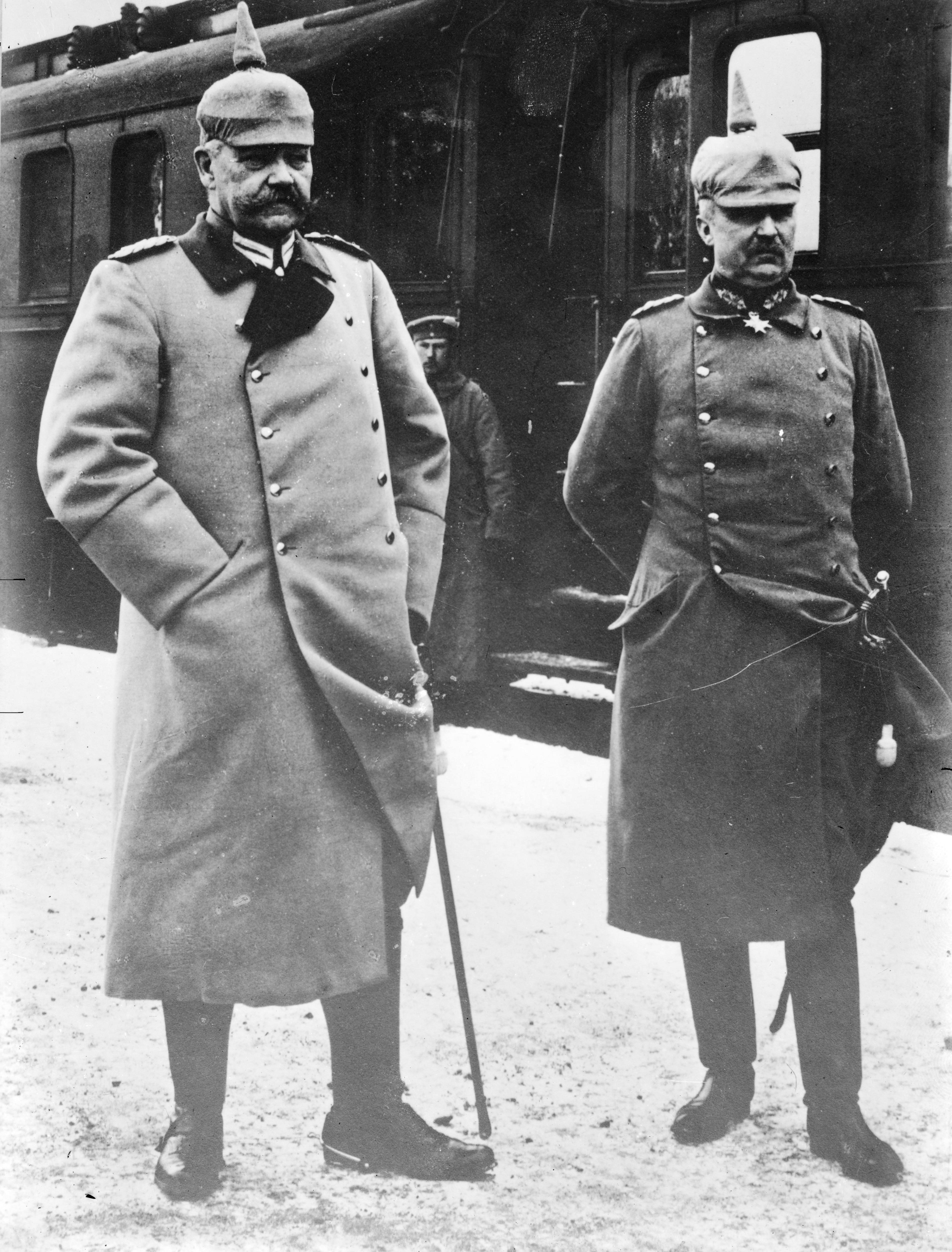
Paul von Hindenburg et Erich Ludendorff.

Face à la supériorité maritime britannique, Ludendorff se fait l’apôtre de la guerre totale en utilisant à outrance sa flotte sous-marine,, : cette arme, destinée à provoquer l'effroi des convois de ravitaillement, envoie par le fond de multiples navires civils comme le Lusitania. Loin d'interrompre le trafic transatlantique, elle détériore fortement les relations diplomatiques entre l'Allemagne et les États-Unis. En 1917, Ludendorff est un des principaux acteurs qui négocient le traité de Brest-Litovsk avec la Russie révolutionnaire. Les forces allemandes pouvant être retirées du front est, Hindenburg et Ludendorff décident alors de planifier une vaste offensive pour le printemps 1918.
Le 21 mars 1918, 181 divisions allemandes s’attaquent à 211 divisions alliées, dont 104 françaises. Ludendorff met enfin en œuvre la tactique d'infiltration d'Oskar von Hutier qui, conjointement à la technique de tirs ciblés de l'artilleur Georg Bruchmüller, réalise pour la première fois depuis le début de la guerre des tranchées une authentique percée en prenant les Alliés totalement au dépourvu. Mais cette tactique consiste à négliger sciemment la protection des ailes de l'attaque et, si elle amène Paris sous le feu des canons à longue portée allemands, elle échoue à faire la décision tant recherchée faute de troupes de réserve (nouveaux engagements dans les Balkans, mutineries, disette et amorces de la grippe espagnole). De son côté, le Grand État-Major allié avait pallié le manque de chars par la constitution d’une artillerie mobile pour suivre les progressions de l’infanterie. Devant l’imminence du danger, le maréchal français Foch est nommé commandant en chef des armées alliées à la conférence de Doullens (en), le 26 mars. Clemenceau doit défendre bec et ongles Foch à la Chambre devant les critiques et finalement, l’offensive allemande est enrayée. Le 18 juillet, pour la première fois, 500 chars français utilisés en masse permettent la percée du front au sud de Soissons.
L’offensive franco-britannique débute le 8 août et ne s’arrêtera plus. Dans ses mémoires, Ludendorff qualifie cette date du 8 août de « jour de deuil de l’armée allemande » parce qu’il sait à ce moment que la guerre est définitivement perdue. Confronté à l'armistice de Thessalonique et à la percée réussie des Britanniques sur la ligne Siegfried, Ludendorff suggère au Kaiser le 29 septembre à Spa de demander sans délai l'armistice au président Wilson et d'engager (mais pour des raisons purement tactiques) une réforme constitutionnelle,. Les motifs de ce revirement chez Ludendorff (défaitisme ou calcul machiavélique) restent controversés ; il constituait en tous cas un aveu d'échec militaire et a ouvert la voie à l'instauration du régime républicain. Sans doute s'agissait-il de faire endosser la responsabilité des pourparlers de paix aux civils, et surtout aux députés sociaux-démocrates ; là se trouvent les prémisses de la légende du « coup de poignard dans le dos. »
Après la nomination de Max de Bade au début d’octobre 1918, l'influence de Ludendorff s'effaça presque instantanément de la politique allemande ; les différends qui opposaient ces deux hommes furent tous tranchés en faveur du nouveau chancelier. Le comte von der Schulenburg prit au mot la proposition de Ludendorff de lancer les négociations d'armistice : dès le 23 octobre, Wilson dans une troisième note, exigeait, outre l'évacuation des territoires occupés par l'armée allemande et l'arrêt immédiat de la guerre sous-marine, une réforme profonde de l'Empire allemand et l'adoption de mesures empêchant l'Allemagne de reprendre les armes et de déclarer les hostilités. Ludendorff, qui avait agité l'éventualité d'un armistice et « qui n'avait pas sérieusement envisagé les conséquences politiques et militaires, même les plus immédiates, de sa décision précipitée », se trouvait désormais confronté à un ultimatum qu'il rejeta sans sourciller : il décida d'interrompre les pourparlers sur le champ et exigea, en totale contradiction avec ce qu'il avait écrit la veille, de reprendre « la résistance par tous les moyens possibles » (Widerstand mit äußersten Kräften). Toutefois le cabinet formé par Max de Bade, qui venait d'entrer en fonction, ne l'entendait pas de cette oreille. Le 26 octobre 1918, Ludendorff fut, sur requête du chancelier, convoqué (quoique formellement « invité ») par l’empereur au château de Bellevue,. Ludendorff et Hindenburg furent donc conduits au château de Bellevue où, après une altercation verbale avec le représentant du gouvernement, Ludendorff quitta la salle de conférence. Il attendit dans l'antichambre le retour de son comparse Hindenburg, convaincu que ce dernier allait lui aussi remettre sa démission ; mais lorsque Hindenburg le rejoignit, toujours chef de l’État-major, Ludendorff décida de retourner seul au quartier général, déclarant : « Je n'ai plus rien à faire de vous tous. » La convocation du château de Bellevue marque, selon l'historien Manfred Nebelin, le rétablissement du primat de la politique sur le militaire, en sommeil depuis la chute du chancelier Bethmann-Hollweg. Au début de la révolution allemande de 1918-1919, Ludendorff envisagea d'abord de s'emparer du quartier général de Cassel-Wilhelmshöhe mais fut en butte au refus du ministre « démissionné » Schëuch. Par divers expédients (il se fit passer pour le domestique d'un de ses amis qui l'hébergeait à Berlin-Wilmersdorf), il parvint à s'enfuir en Suède via Copenhague sous un faux nom (Ernst Lindström, dont les initiales E. L. étaient les siennes), muni d'un passeport diplomatique finlandais. Sa femme, redoutant une déchéance publique, avait tenté en vain de l'en empêcher ; d'ailleurs, le journaliste Kurt Tucholsky lui reproche en 1920 son comportement lâche et irresponsable, indigne d'un véritable chef ; dans un de ses romans (« Un été en Suède : vacances au château de Gripsholm »), Tucholsky recommande plaisamment au lecteur le restaurant favori de Ludendorff à Copenhague.

### Le «Putsch de la Brasserie» et ses conséquences

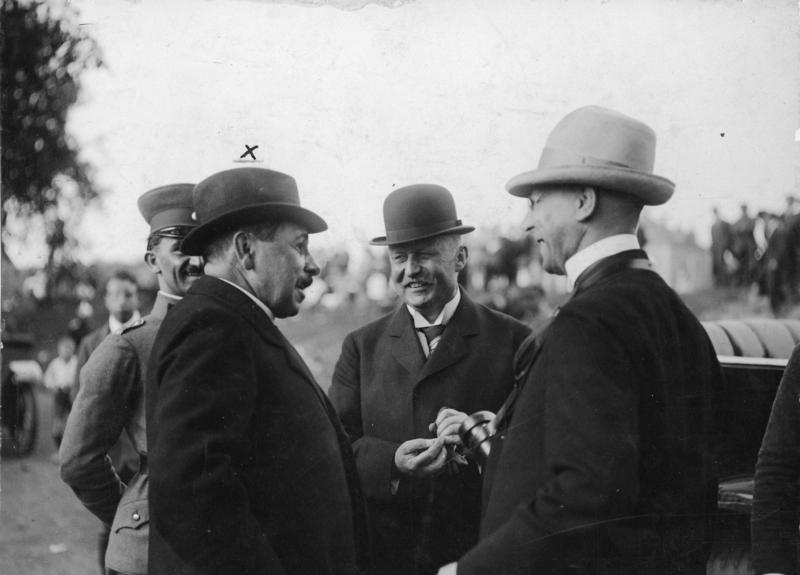
Ludendorff (au centre) aux côtés de Gustav von Kahr (marqué d'une croix ; cliché de 1921), qui jouera par la suite un rôle-clef dans la répression du Putsch de la Brasserie.

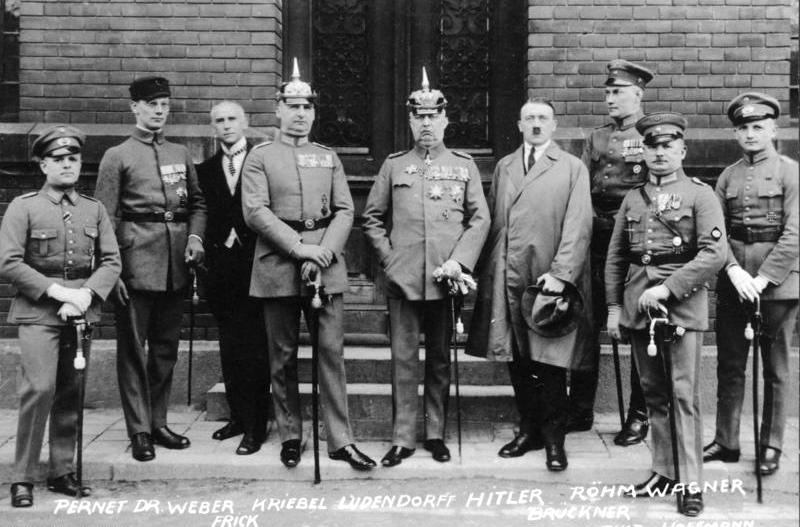
Les personnalités inculpées lors du procès d'Adolf Hitler en 1924 : Ludendorff se trouve au côté d'Adolf Hitler. Photo d'Heinrich Hoffmann.

En Suède, il écrit des ouvrages sur la tactique militaire et d’autres, plus politiques, dénonçant le sabordage de l’Allemagne par le pouvoir politique alors dominé par le SPD. C'est l'un des grands propagandistes de la fameuse thèse du « coup de poignard dans le dos » (Dolchstoßlegende) selon laquelle l'armée allemande, invaincue sur le terrain, a été trahie par les politiciens de l'arrière.
Revenu en Allemagne en 1920, il fréquente les milieux nationalistes et les intellectuels de la révolution conservatrice. Il participe au putsch de Kapp, puis Max Erwin von Scheubner-Richter lui présente un jeune agitateur, Hitler, auquel il n'accorda d'abord que peu d'attention car l'homme n'était pas même officier ; ce sont les affinités politiques de plus en plus fortes qui les rapprochent progressivement. Ludendorff participe au putsch préparé par Adolf Hitler à Munich dans la nuit du 9 au 10 novembre 1923. Hitler, qui considérait encore l'ancien généralissime comme l'âme des forces réactionnaires allemandes, envisageait, s'il avait réussi son coup de force à Munich, de placer Ludendorff à la tête d'une grande marche sur Berlin ; mais le coup de Munich tourna à l'échec, et Ludendorff, cité à comparaître lors du procès Hitler-Ludendorff, fut relâché faute de preuves ainsi qu'en raison de son dévouement à la patrie pendant la Grande Guerre. Son attitude envers Hitler, condamné à une peine de détention à Landsberg, se dégrada clairement au début de 1924, surtout parce qu'Hitler se considérait désormais comme le guide du mouvement national-socialiste allemand : Ludendorff se défiait de Hitler, à qui il reprochait d'avoir « déserté » le mouvement nationaliste le 9 novembre. Opposant décidé au cléricalisme, il désapprouvait également les concessions qu'Hitler faisait par pragmatisme à l'Eglise catholique ; quant à Hitler, il reprochait à Ludendorff de diviser le mouvement völkisch avec son sectarisme religieux.
Ludendorff, avec l'appui de Gregor Strasser et d'Albrecht von Graefe, créa alors un autre parti, le Deutschvölkische Freiheitspartei (DVFP), branche dissidente du mouvement völkisch aux accents nettement antisémites, censé reprendre le flambeau du NSDAP, dissous depuis le procès de 1923.
De 1924 à 1928, Ludendorff siégeait comme député du groupe des nationalistes au Reichstag, aux côtés d'Albrecht von Graefe. Aux élections législatives du 29 mars 1925, il se porta candidat des populistes völkisch pour l'élection présidentielle. Hitler n'était alors pas encore citoyen allemand et ne pouvait donc en aucune façon concourir ; aussi les nationaux-socialistes soutinrent-ils implicitement Ludendorff au premier tour, mais celui-ci n'obtint que 1,1 % des voix. Après que Hitler, dont il espérait ardemment l'appui, eut appelé ses partisans à soutenir la candidature du maréchal Hindenburg, Ludendorff ne se présenta même pas au second tour. « C'est parfait » confie Hitler à Hermann Esser, « Nous lui avons porté le coup de grâce ». L'échec cuisant de Ludendorff fit en effet de Hitler le chef incontesté de l'extrême-droite jusqu’à la fin de la république de Weimar ; quant à Ludendorff, il ne se remettra jamais de sa défaite.
Considérant que son ancien allié est devenu gênant pour le mouvement nazi, Hitler l'accuse en 1927 d'être franc-maçon. Il est pourtant l'auteur d'un livre pamphlétaire antimaçonnique : Vernichtung der Freimaurerei durch Enthüllung ihrer Geheimnisse (Anéantissement de la franc-maçonnerie par la révélation de ses secrets). Marginalisé, et ne jouant plus le moindre rôle, le vieux général se retire de la vie politique en 1928.

### Éloignement du nazisme
En apprenant que son ancien collègue, le maréchal-président Hindenburg, vient d'appeler Hitler à la chancellerie le 30 janvier 1933, Ludendorff lui adresse une lettre de reproches : « Vous avez livré notre sainte patrie allemande à l'un des plus grands démagogues de tous les temps. Je prédis solennellement que cet homme exécrable entraînera notre Reich dans l'abîme et plongera notre nation dans une misère inimaginable. Les générations futures vous maudiront dans votre tombe pour ce que vous avez fait. ».
Erich Ludendorff meurt le 20 décembre 1937 à l’âge de 72 ans après avoir rejeté, en 1935, l’offre de Hitler de l’élever à la dignité de maréchal. Néanmoins, le général a droit à des funérailles nationales à Munich.

### Le mouvement païen
Se détournant de la politique, il fonde en 1925, avec Mathilde Spiess (qu'il épousera en secondes noces en 1926) le Tannenbergbund, mouvement païen de « connaissance des Dieux », qui existe toujours sous le nom de Bund für Deutsche Gotterkenntnis, et dont les membres sont parfois appelés Ludendorffer. Son retrait de la politique ne signifie pas renoncement à ses convictions. Dans La guerre totale, peu de temps avant sa mort, il écrit par exemple que « la guerre totale [...] n'était pas née uniquement de conditions politiques nouvelles où s'affirmait toujours plus nettement la concurrence entre le peuple juif et l'Église romaine, aspirant fiévreusement tous deux à dominer les peuples, à les affaiblir, à saigner à blanc les récalcitrants [...] ».

## Œuvres
Éditions originales
- Meine Kriegserinnerungen 1914–1918. Berlin (1919, réimpr. 1936).
- Urkunden der Obersten Heeresleitung über ihre Tätigkeit 1916–1918. Ludendorffs Verlag, Munich (1922).
- Kriegführung und Politik. Mittler, Berlin (1923).
- Vernichtung der Freimaurerei durch Enthüllung ihrer Geheimnisse. Ludendorffs Verlag, Munich (1927, réimpr. 1940).
- Kriegshetze und Völkermorden in den letzten 150 Jahren. Ludendorffs Verlag, Munich (1928, réimpr. 1939).
- Erich et Mathilde Ludendorff, Das Geheimnis der Jesuitenmacht und ihr Ende. Ludendorffs Verlag, Munich (1929, réimpr. 1934).
- Weltkrieg droht auf deutschem Boden. Ludendorffs Verlag, Munich (1930).
- Mein militärischer Werdegang. Blätter der Erinnerung an unser stolzes Heer. Ludendorffs Verlag, Munich (1933).
- Eine Auswahl aus den militärischen Schriften. Quelle & Meyer, Leipzig (1935).
- Der totale Krieg. Ludendorffs Verlag, Munich (1935).
- (en coll.) Mathilde Ludendorff – ihr Werk und Wirken. Ludendorffs Verlag, Munich (1937).
- Auf dem Weg zur Feldherrnhalle. Lebenserinnerungen an die Zeit des 9.11.1923. Ludendorffs Verlag, Munich (1937).
- (en coll. avec Mathilde Ludendorff) Die Judenmacht, ihr Wesen und Ende. Ludendorffs Verlag, Munich (1939).
- Vom Feldherrn zum Weltrevolutionär und Wegbereiter deutscher Volksschöpfung. (Lebenserinnerungen, 3 vol.) Ludendorffs Verlag, Munich (1940).

Traductions en français
- Conduite de la guerre et Politique, traduit par L. Koeltz, Berger-Levrault, Paris (1922)
- Documents du GQG allemand sur le rôle qu'il a joué de 1916 à 1918, traduit par le chef de bataillon d'infanterie breveté Mabille 1922
- La guerre totale, traduit par A. Pfannstiel, Flammarion, Paris (1937)
- Souvenirs de guerre (1914-1918) - Tome I et II, Nouveau Monde éditions (2014)

## Filmographie
- Dans Tannenberg (de) (1932), son rôle est joué par Henry Pleß.
- Dans Hitler et sa clique 1944), son rôle est joué par Reinhold Schünzel.
- Dans La Chute des aigles (1974), son rôle est joué par Michael Bates.
- Dans Hitler : La Naissance du mal (2003), son rôle est joué par Friedrich von Thun.
- Dans Wonder Woman (2017), son rôle est joué par Danny Huston.
- Dans The King's Man : Première Mission (2021), son rôle est joué par Kristian Wanzl Nekrasov.

## Littérature
- Dans son roman Siegfried et le Limousin (1922), Jean Giraudoux évoque ses impressions d'une visite au maréchal en Bavière au début des années 1920.
- Theodor Plievier, L'Empereur partit, les généraux restèrent, Plein Chant, Bassac 2021,  (ISBN 978-2-85452-356-0).